# Irmino
Irmino (em ucraniano:  Ірміно) é uma cidade da Ucrânia, situada no Oblast de Luhansk. Tem 19,04 km² de área e sua população em 2020 foi estimada em 9.659 habitantes.

## Geografia
Irmino está localizado 55 km a oeste de Luhansk. Faz parte da aglomeração Alchevsk-Kadiivka, no Donbass. Ele está localizado nas margens do rio Lougan.

## História
Irmino foi o primeiro vilarejo de Petrovka/Petrivka (em em ucraniano:  Петрівка) fundado em 1808 na margem direita do Lugan por camponeses do região de Poltava e renomeado Irminka em 1898, ou Irmino (Ірміно) por volta de 1910, em homenagem à mina de carvão com esse nome em homenagem a Irma, filha do proprietário da mina. Em 1936, a vila alcançou o status de cidade e assumiu o nome de Teplohirsk em 1977. Em 8 de julho de 2010 a cidade foi renomeada para Irmino.
Foi em Irmino, na mina “Tsentralno-Irmino”, onde trabalhava desde 1927, que Alekseï Stakhanov conseguiu extrair Predefinição:Unit de carvão, ou seja, 14 vezes a norma, na noite de 30 de agosto para 31 de agosto de 1935. Na época, a vila de Irmino dependia de Kadiivka, e o registro de Stakhanov teria sido feito na mina Tsentralnaya-Irmino em Kadyivka.

## Nome
- 1808 — 1900  — Petrovka (Петровка),
- 1900— 1962  — Irmano (Irmino),
- 1977 — 2010  — Teplohirsk (Теплогірсь)

## Pessoas
O declínio da população de Irmino tem sido uma das cidades mais íngremes da Ucrânia desde a independência em 1991.
Censos (*) ou estimativas populacionais:
| 1923 | 1926 | 1939  | 1959  | 1979  | 1989  | 2001  | 2011  | 2012  | 2013  | 2014 | 2015 | 2016 |
| ---- | ---- | ----- | ----- | ----- | ----- | ----- | ----- | ----- | ----- | ---- | ---- | ---- |
| 2794 | 5276 | 15327 | 21512 | 19090 | 18549 | 13053 | 10000 | 10200 | 10044 | 9886 | 9764 | 9687 |

## Transportes
Irmino encontrou-se à 116 km de Louhansk pelo caminho de ferro et à 75 km pela rota.